# تتسو سوجياما
تتسو سوجياما (باليابانية: 杉山 哲) (مواليد 26 يونيو 1981)، هو لاعب كرة قدم ياباني سابق كان يلعب كحارس مرمى.

## وصلات خارجية
- تتسو سوجياما على موقع رابطة كرة القدم اليابانية للمحترفين (اليابانية)
- تتسو سوجياما على موقع قاعدة بيانات كرة القدم.إي يو (الإنجليزية)
- تتسو سوجياما على موقع Soccerway.com (الإنجليزية)
- تتسو سوجياما على موقع عالم كرة القدم.نت (الإنجليزية)
- تتسو سوجياما على موقع كووورة